# Lionair-Flug 602
Der Lionair-Flug 602 (Flugnummer: LN602) war ein Linieninlandsflug der Fluggesellschaft Lionair aus Sri Lanka, der vom Flughafen Jaffna zum Flughafen Ratmalana führte. Auf diesem Flug wurde am 29. September 1998 eine Antonow An-24RW, die durch die belarussische Gomelavia für die Lionair betrieben wurde, zehn Minuten nach dem Start mithilfe eines MANPADS abgeschossen, wobei alle 55 Personen an Bord ums Leben kamen. Zu dem Anschlag auf das Passagierflugzeug bekannten sich die Liberation Tigers of Tamil Eelam.

## Flugzeug
Das Flugzeug war eine 26 Jahre alte Antonow An-24RW mit der Werknummer 27307901 und der Modellseriennummer 085-02, die am 28. März 1973 ihren Erstflug absolviert hatte und am 2. April desselben Jahres an die Aeroflot ausgeliefert wurde. Das zweimotorige Kurzstrecken-Passagierflugzeug war mit zwei Turboprop-Triebwerken des Typs Iwtschenko AI-24WT ausgestattet. Zum Zeitpunkt des Unfalls hatte die Maschine eine kumulierte Gesamtbetriebsleistung von 42.442 Betriebsstunden.

## Besatzung und Passagiere
Den Flug hatten 48 Passagiere angetreten. Es befand sich eine siebenköpfige Besatzung an Bord. Kapitän der Maschine war Anatoli Matotschko. Eine Stewardess war Singhalesin. Die 48 Passagiere, darunter 23 Männer, 17 Frauen und acht Kinder, waren alle Tamilen.

## Unfallhergang
Die Maschine startete um 13:30 Uhr und begann ihren Steigflug auf Flugfläche FL140. Der Funkkontakt zu der Maschine ging um 13:40 Uhr Ortszeit und damit nur zehn Minuten nach dem Start vom Flughafen Jaffna verloren.

## Folgen
Nach dem Absturz von Flug LN 602 wurde der gesamte zivile Luftfahrtbetrieb zwischen Colombo und Jaffna von der sri-lankischen Zivilluftfahrtbehörde für viele Monate ausgesetzt.
Im März 2013 wurden etwa 30 Prozent der Wrackteile geborgen. Die Flugschreiber wurden nie gefunden.